# Ober-Hilbersheimer Plateau
Ober-Hilbersheimer Plateau este o arie protejată (arie de protecție specială avifaunistică — SPA) din Germania întinsă pe o suprafață de 2.499 ha, integral pe uscat.

## Localizare
Centrul sitului Ober-Hilbersheimer Plateau este situat la coordonatele 49°54′11″N 8°02′11″E / 49.9031°N 8.0364°E.

## Înființare
Situl Ober-Hilbersheimer Plateau a fost declarat arie de protecție specială avifaunistică în iulie 2009 pentru a proteja 25 de specii de animale.

## Biodiversitate
Situată în ecoregiunea continentală, aria protejată nu include niciun habitat protejat.
La baza desemnării sitului se află mai multe specii protejate de  păsări (25): fâsă-de-câmp (Anthus campestris), buha (Bubo bubo), prundaș gulerat mare (Charadrius hiaticula), Charadrius morinellus, șerpar (Circaetus gallicus), erete de stuf (Circus aeruginosus), erete vânăt (Circus cyaneus), erete cenușiu (Circus pygargus), prepeliță (Coturnix coturnix), presură de grădină (Emberiza hortulana), Grus grus grus, sfrâncioc roșiatic (Lanius collurio), ciocârlie de pădure (Lullula arborea), presură sură (Miliaria calandra), gaia neagră (Milvus migrans), gaia roșie (Milvus milvus), codobatura galbenă (Motacilla flava), Numenius arquata arquata, Numenius phaeopus, pietrar sur (Oenanthe oenanthe), viespar (Pernis apivorus), bătăuș (Philomachus pugnax), ploier auriu (Pluvialis apricaria), ploier argintiu (Pluvialis squatarola), nagâț (Vanellus vanellus).
Pe lângă speciile protejate, pe teritoriul sitului au mai fost identificate 1 specie de păsări.